# Puchar Azji w Piłce Nożnej Kobiet 2018
Puchar Azji w piłce nożnej kobiet 2018 odbył się w dniach od 6 do 20 kwietnia 2018 roku w Jordanii. Pięć najlepszych drużyn awansuje do mistrzostw świata, które odbędą się w 2019 roku we Francji.
W finale Japonia pokonała Australię 1:0 i zwyciężyła drugi raz z rzędu.

## Kwalifikacje
Zespoły występujące w eliminacjach utworzyły cztery grupy, jedną z sześcioma zespołami oraz trzy z pięcioma zespołami. Awans uzyskali zwycięzcy grup. Jako gospodarz Jordania miała zapewniony udział w turnieju głównym, jednak zdecydowali się brać udział w turnieju eliminacyjnym. Jordania wygrała swoją grupę, więc awans uzyskała druga drużyna z grupy. Do mistrzostw bezpośredni awans uzyskały również cztery najlepsze drużyny poprzedniego turnieju.

## Uczestnicy
| Drużyna          | Ilość występów do tej pory | Najlepszy wynik                                               | Ostatni występ |
| ---------------- | -------------------------- | ------------------------------------------------------------- | -------------- |
| Jordania         | 2                          | Faza grupowa (2014)                                           | 2014           |
| Japonia          | 16                         | Mistrzostwo (2014)                                            | 2014           |
| Australia        | 6                          | Mistrzostwo (2010)                                            | 2014           |
| Chiny            | 14                         | Mistrzostwo (1986, 1989, 1991, 1993, 1995, 1997, 1999, 2006)  | 2014           |
| Filipiny         | 9                          | Faza grupowa (1981, 1983, 1993, 1995, 1997, 1999, 2001, 2003) | 2003           |
| Korea Południowa | 12                         | Trzecie miejsce (2003)                                        | 2014           |
| Tajlandia        | 16                         | Mistrzostwo (1983)                                            | 2014           |
| Wietnam          | 8                          | Faza grupowa (1999, 2001, 2003, 2006, 2008, 2010, 2014)       | 2014           |

## Stadiony
Mistrzostwa zostały rozegrane na dwóch stadionach w stolicy Jordanii, mieście Amman.
| Stadion Międzynarodowy w Ammanie | Stadion Króla Abdullaha w Ammanie |
| Pojemność: 17 619                | Pojemność: 13 000                 |

## Losowanie
Losowanie odbyło się 9 grudnia 2017 roku w Centrum Kongresowym Króla Husajna bin Talala. Drużyny zostały podzielone na cztery koszyki po dwa zespoły, aby finalnie utworzyć dwie grupy po cztery zespoły.
| Koszyk I               | Koszyk II             | Koszyk III                       | Koszyk IV              |
| ---------------------- | --------------------- | -------------------------------- | ---------------------- |
| 1. Jordania 2. Japonia | 3. Australia 4. Chiny | 5. Korea Południowa 6. Tajlandia | 7. Wietnam 8. Filipiny |

## Faza grupowa
Dwie najlepsze drużyny z każdej grupy zakwalifikowały się do półfinałów oraz Mistrzostw Świata w 2019 roku. Drużyny, które zajmą trzecie miejsce w swojej grupie zagrają mecz o piąte miejsce, decydujące o awansie do Mistrzostw Świata.

### Grupa A
|           | M | Z | R | P | G+ | G- | +/- | Pkt |
| --------- | - | - | - | - | -- | -- | --- | --- |
| Chiny     | 3 | 3 | 0 | 0 | 15 | 1  | +14 | 9   |
| Tajlandia | 3 | 2 | 0 | 1 | 9  | 6  | +3  | 6   |
| Filipiny  | 3 | 1 | 0 | 2 | 3  | 7  | -4  | 3   |
| Jordania  | 3 | 0 | 0 | 3 | 3  | 16 | -13 | 0   |

| 6 kwietnia 2018 16:45 | Chiny · Song Duan 56', 77' · Wang Shuang 63' · Li Ying 67' | 4:0(0:0)Raport | Tajlandia | Stadion Międzynarodowy w Ammanie, Amman Widzów: 5 060 Sędzia: Kate Jacewicz |
|                       |                                                            |                |           |                                                                             |

| 6 kwietnia 2018 20:00 | Jordania · Jbarah 15' | 1:2(1:0)Raport | Filipiny · 51' (sam.) Khair · 76' Bolden | Stadion Międzynarodowy w Ammanie, Amman Widzów: 9 473 Sędzia: Ri Hyang-ok |
|                       |                       |                |                                          |                                                                           |

| 9 kwietnia 2018 16:45 | Filipiny | 0:3(0:2)Raport | Chiny · 17', 57' Li Ying · 31' Ma Jun | Stadion Króla Abdullaha w Ammanie, Amman Widzów: 226 Sędzia: Casey Reibelt |
|                       |          |                |                                       |                                                                            |

| 9 kwietnia 2018 20:00 | Tajlandia · Nildhamrong 1', 69' · Dangda 6' · Intamee 39' · Sungngoen 41' · Sornsai 90' | 6:1(4:1)Raport | Jordania · 43' Jebreen | Stadion Króla Abdullaha w Ammanie, Amman Widzów: 5 000 Sędzia: Yoshimi Yamashita |
|                       |                                                                                         |                |                        |                                                                                  |

| 12 kwietnia 2018 20:00 | Jordania · Abu-Sabbah 17' | 1:8(1:2)Raport | Chiny · 14', 53', 84' Wang Shuang · 41' (sam.) Khair · 51' Song Duan · 60', 72' (k.) Li Ying · 86' Tang Jiali | Stadion Króla Abdullaha w Ammanie, Amman Widzów: 4 428 Sędzia: Công Thi Dựng |
|                        |                           |                | |                                                                              |

| 12 kwietnia 2018 20:00 | Tajlandia · Sungngoen 28' (k.) · Intamee 62' | 3:1(1:0)Raport | Filipiny · 90+3' Shugg | Stadion Króla Abdullaha w Ammanie, Amman Widzów: 512 Sędzia: Oh Hyeon-jeong |
|                        |                                              |                |                        |                                                                             |

### Grupa B
|                  | M | Z | R | P | G+ | G- | +/- | Pkt |
| ---------------- | - | - | - | - | -- | -- | --- | --- |
| Australia        | 3 | 1 | 2 | 0 | 9  | 1  | +8  | 5   |
| Japonia          | 3 | 1 | 2 | 0 | 5  | 1  | +4  | 5   |
| Korea Południowa | 3 | 1 | 2 | 0 | 4  | 0  | +4  | 5   |
| Wietnam          | 3 | 0 | 0 | 3 | 0  | 16 | -16 | 0   |

| 7 kwietnia 2018 16:45 | Japonia · Yokoyama 3' · Nakajima 17' · Iwabuchi 57' · Tanaka 66' | 4:0(2:0)Raport | Wietnam | Stadion Króla Abdullaha w Ammanie, Amman Widzów: 142 Sędzia: Thein Thein Aye |
|                       |                                                                  |                |         |                                                                              |

| 7 kwietnia 2018 20:00 | Australia | 0:0(0:0)Raport | Korea Południowa | Stadion Króla Abdullaha w Ammanie, Amman Widzów: 230 Sędzia: Qin Liang |
|                       |           |                |                  |                                                                        |

| 10 kwietnia 2018 16:45 | Korea Południowa | 0:0(0:0)Raport | Japonia | Stadion Międzynarodowy w Ammanie, Amman Widzów: 356 Sędzia: Qin Liang |
|                        |                  |                |         |                                                                       |

| 10 kwietnia 2018 20:00 | Wietnam | 8:0(5:0)Raport | Australia · 8' Simon · 18' Kennedy · 21' Logarzo · 28' van Egmond · 44', 51' Kerr · 71' (sam.) Tuyết Dung · 75' Raso | Stadion Międzynarodowy w Ammanie, Amman Widzów: 401 Sędzia: Edita Mirabidova |
|                        |         |                | |                                                                              |

| 13 kwietnia 2018 16:45 | Japonia · Sakaguchi 63' | 1:1(0:0)Raport | Australia · 86' Kerr | Stadion Międzynarodowy w Ammanie, Amman Widzów: 446 Sędzia: Ri Hyang-ok |
|                        |                         |                |                      |                                                                         |

| 13 kwietnia 2018 16:45 | Korea Południowa · Cho So-hyun 14' · Lee Geum-min 38' · Lee Min-a 49', 73' | 4:0(0:0)Raport | Wietnam | Stadion Króla Abdullaha w Ammanie, Amman Widzów: 86 Sędzia: Mahsa Ghorbani |
|                        |                                                                            |                |         |                                                                            |

### Mecz o piąte miejsce
| 16 kwietnia 2018 20:00 | Filipiny | 0:50:2Raport | Korea Południowa · 34' Jang Sel-gi · 45+3' Lee Min-a · 56' Lim Seon-joo · 66' (84), k.' Cho So-hyun | Stadion Międzynarodowy w Ammanie, Amman Widzów: 418 Sędzia: Casey Reibelt |
|                        |          |              | |                                                                           |

## Faza pucharowa
|  | Półfinały   | Półfinały   |   |             | Finał       | Finał |  |
|  |             |             |   |             |             |       |  |
|  | 17 kwietnia |             |   |             |             |       |  |
|  | Chiny       | 1           |   |             |             |       |  |
|  | Japonia     | 3           |   |             |             |       |  |
|  |             |             |   |             |             |       |  |
|  |             |             |   |             | 20 kwietnia |       |  |
|  |             |             |   |             | Japonia     | 1     |  |
|  |             | Australia   | 0 |             |             |       |  |
|  |             |             |   |             |             |       |  |
|  |             |             |   |             |             |       |  |
|  |             |             |   |             | o 3 miejsce |       |  |
|  | 17 kwietnia | 17 kwietnia |   | 20 kwietnia | 20 kwietnia |       |  |
|  | Australia   | 2 (3)       |   | Chiny       | 3           |       |  |
|  | Tajlandia   | 2 (1)       |   |             | Tajlandia   | 1     |  |

### Półfinały
| 17 kwietnia 2018 16:45                                 | Australia · Saengkoon 17' (sam.) · Kennedy 90+1' | 2:2, po dogrywce k. 3:1(1:1, 2:2)Raport     | Tajlandia · 20' Sungngoen · 63' Thongsombut | Stadion Króla Abdullaha w Ammanie, Amman Widzów: 166 Sędzia: Edita Mirabidova |
|                                                        |                                                  |                                             |                                             |                                                                               |
|                                                        |                                                  | Rzuty karne                                 |                                             |                                                                               |
| van Egmond · Kellond-Knight · De Vanna · Catley · Kerr |                                                  | Phancha · Srangthaisong · Intamee · Sornsai |                                             |                                                                               |

| 17 kwietnia 2018 20:00 | Chiny · Li Ying 90' (k.) | 1:3(0:1)Raport | Japonia · 39' Iwabuchi · 85', 88' (k.) Yokoyama | Stadion Króla Abdullaha w Ammanie, Amman Widzów: 502 Sędzia: Ri Hyang-ok |
|                        |                          |                |                                                 |                                                                          |

### Mecz o trzecie miejsce
| 20 kwietnia 2018 16:45 | Chiny · Li Ying 51' · Wang Shanshan 56' · Song Duan 61' | 3:1(0:0)Raport | Tajlandia · 8' Thongsombut | Stadion Międzynarodowy w Ammanie, Amman Widzów: 1 026 Sędzia: Yoshimi Yamashita |
|                        |                                                         |                |                            |                                                                                 |

### Finał
| 20 kwietnia 2018 20:00 | Japonia · Yokoyama 84' | 1:0(0:0)Raport | Australia | Stadion Międzynarodowy w Ammanie, Amman Widzów: 3 065 Sędzia: Ri Hyang-ok |
|                        |                        |                |           |                                                                           |

## Nagrody indywidualne
| MVP           | Król strzelców |
| ------------- | -------------- |
| Mana Iwabuchi | Li Ying        |

## Strzelcy bramek
7 bramek
- Li Ying

4 bramki
- Song Duan
- Wang Shuang
- Kumi Yokoyama
- Kanjana Sungngoen

3 bramki
- Sam Kerr
- Cho So-hyun
- Lee Min-a